# 南方守望行动
1991年四月联合国安理会通过了688号决议，要求伊拉克领导人萨达姆·侯赛因结束压迫伊拉克人民。但是在1991年和1992年的备忘录中提到，伊拉克继续在对伊拉克南部的什叶派穆斯林进行军事压迫，萨达姆侯赛因根本就没有选择遵守联合国决议。
1992年8月26日，美国总统老布什宣布联合国军队将开始在北纬32度线以南执行禁飞任务。此行动的目的是保证伊拉克执行联合国668号决议。为了协助监督行动，联军禁止伊拉克任何固定翼和旋转翼飞机飞过禁飞区。在总统的声明后，美军中央司令部立刻建立了西南亚联合打击力量指挥部，它的任务是指挥联军对禁飞区监视行动，行动代号“南方守望”，1992年8月27日，在总统声明后不到24小时，军事行动正式展开。

## 概况
起先，伊拉克遵守禁飞区的限制，但是萨达姆侯赛因在联合国1992年11月24日宣布继续执行对伊拉克的制裁后开始挑战“南方守望”军事行动：1992年12月27日，正当一架美军的F-16在执行任务时，一架伊拉克的米格-25战斗机闯入禁飞区。美军飞行员在被对方的空对空导弹雷达锁定后，迅速發射AIM-120導彈将其击毁，亦是同款導彈首次應用於實戰。在空战结束后不久，萨达姆侯赛因在伊拉克南部北纬32度线以南部署了地对空导弹。因为这些导弹对联军执行“南方守望”任务的飞行员构成了实质性的威胁，联军要求萨达姆侯赛因马上撤走这些导弹，但是萨达姆侯赛因在联合国的警告后仍然对最后通牒不予理睬。
1993年1月6日，联军三个主要的国家美国，英国和法国决定共同进行军事打击行动来保证联合国668号决议的贯彻执行。一个星期后，联军的战斗机摧毁了部署在伊拉克南部的这些地对空导弹以及它的指挥部。此外在1月17日联军的海军力量为了支持联合国687号决议的实施，用戰斧巡弋飛彈摧毁了伊拉克的一个核设施基地。687号决议要求伊拉克无条件解除其大规模杀伤性武器。1月18号联军通过空袭成功地摧毁了伊拉克部署在北纬32度线的萨姆防空导弹系统。一个月后，在1993年的4月18号，联军的F-4鬼怪式战斗机通过雷达指引用导弹摧毁了此地的一个防空阵地。
1992年4月伊拉克在老布什对科威特进访问时暗中支持了针对他的刺杀计划，结果行刺行动没有成功，反倒使美国对其在1993年6月26日进行了严厉的报复行动。
尽管伊拉克在1992-3年之间几次挑战禁飞区，1994年的前几个月里没有发生什么正面接触。由于这几个月的平静，西南亚联合打击力量指挥部开始在1994年2月进行军事部署的调整，其中包括将第49 飞行大队和联合打击力量的一部分兵力从沙特阿拉伯的Khamis Mushiat军事基地调走。此次行动包括四个步骤的兵力和装备的部署，其中在2月份将8架F-117隐形战斗机，大约300名人员和958吨军事装备调回了各自在美国本土的基地。1994年3月西南亚联合打击力量指挥部又将3架F-16，3架F-15E和3架F-15C战斗机从沙特阿拉伯的塔赫兰空军基地（Dhahran）调回了美国本土。
“南方守望”军事行动直到1994年10月都进行得很顺利，但是伊拉克在此后进行了大规模的军事调动，目标直指科威特。为了对付这些调动，联军开始了“警惕的勇士”军事行动。1994年10月萨达姆侯赛因出于对联合国继续进行制裁行动的愤怒，开始不断地进行口头的挑衅，他开始向科威特边境进行大规模的军事集结，包括大量的装甲车和陆军。联军被迫加强了巡逻和监视，重新部署了额外的战斗机和其他军事力量，以此来阻止伊拉克的挑衅，如有必要，将对伊拉克军队进行打击来保护阿拉伯半岛。与此同时联军各自的政府纷纷表示，他们将不会因为恐吓而终止对伊拉克的制裁。萨达姆侯赛因坚持表示他有权力在伊拉克境内进行任何的军事调动，同时他决定撤军以此来表示对海湾地区友好国家提出的建议的反应。伊拉克的广播电台报道说美国屈服了。
“警惕的勇士”军事行动导致联合国安理会通过新的949号决议，决议不仅禁止伊拉克通过其军事手段来威胁其周边国家的安全或者联合国在伊拉克的行动，还禁止其在北纬32度线以南部署军事力量和在伊拉克南部加强其军事实力。“南方守望”军事行动从一开始就得到了海湾国家的合作。
在1996年“沙漠攻击”行动结束后，西南亚联合打击力量指挥部继续执行在禁飞区的监视任务，禁飞区扩大到了北纬33度线以南，任务得到了美国空军，在阿拉伯海和红海的舰载航母战斗机群以及英国皇家空军的支持。其他联军的战斗机也参加了空中巡逻。联军的海军力量也加强了在红海北部和波斯湾的军事行动以支持联合国制裁伊拉克的决议。西南亚联合打击力量指挥部由美国、英国、法国和沙特阿拉伯四国组成，下辖一个指挥部和四个管理中心：J-1负责人事，J-2负责情报，J-3负责军事行动，J-4负责后勤和J-6负责联络通讯和公共及法律事务。
美国海军，海军陆战队和空军各部继续执行联合国授权的禁飞区巡逻任务，来保护在伊拉克的少数民族。海军在1996年进行了密集的飞行巡逻，战斗机分别来自美国号航空母舰，尼米兹号航空母舰，乔治华盛顿号航空母舰，卡尔文森号航空母舰，企业号航空母舰，小鹰号航空母舰和两栖攻击舰佩雷留号。
大约6000名军事人员参与了在伊拉克南部进行的“南方守望”军事行动中。截止到1997年1月执行“南方守望”任务的美国空军飞行员完成了美国空军全年68%的飞行总量。从1991年海湾战争结束到1997年，美国空军共出动了28800架次。
在1997年2月4日到6月1日，美军第366战斗机大队的空中格斗者（Gunfighter）部被部署到沙特阿拉伯以支持“南方守望”，人员总数逐渐达到了1200人。第366战斗机大队，又称为美国空军远征大队，从4个飞行中队调集了52架战斗机，其中18架F-15鹰式战斗机来自第390飞行中队，18架F-15E战鹰战斗机来自第391飞行中队，12架F-16C战隼战斗机来自第389飞行中队和4架KC-135R空中加油机来自第22空中加油飞行中队。1996年对沙特阿拉伯科巴塔楼的攻击加速了美国空军的努力以保护其在全球执行任务的飞行力量。对此悲剧性事件的反应是美国空军和陆军将大约900名军事人员，平民及其家属送回美国本土，同时空军将大部分执行“南方守望”任务的飞机调往位于阿尔卡吉（Al Kharj）的苏丹王子空军基地（Prince Sultan Air Base），同时加强了美国中央司令部的保护措施。
再接下来的4年里由于“南方守望”和其他的军事行动，美国国防部要求追加军费开支。1998年追加军费的背景是因为美军在1997年11月到1998年3月期间针对伊拉克在联合国授权下的武器核查方面的拒绝配合而在波斯湾进行的大规模军事集结。1998年4月美国国会通过了一项追加13亿1千2百4十万美元军费的决议，此决议作为《紧急补给拨款法案》的一部分用以支持在西南亚进行的军事行动。
法国在1998年12月15日终止了其在“南方守望”行动的参与，与此同时美英联军正在进行轰炸巴格达的“沙漠之狐”的军事任务。法国认为空袭已经进行了一年多，但是紧张局势依然没有得到任何缓解。由于军事合作，法国并没有撤走它的人员和军事设备，但是已不再参加任何形式的军事行动了。联军的飞机没有把平民和民用设施作为打击目标。但是，根据官方的报道，在1999年1月到2000年4月的空袭行动导致了175起平民死亡事件和500多起受伤事件。从1992年起到2001年早期，联军的飞行在伊拉克南部的禁飞区内共153000次进入伊拉克领空，没有一起飞行员损失。在2000年2月到2001年1月期间，联军的飞行员共进入伊拉克领空10000次，其中有500次联军的飞机被伊拉克军队的地面雷达锁定或者受到了防空导弹的攻击。

## 战斗简报及新闻发布
到2002年中，到底在“南方守望”军事行动中有多少伊拉克军事目标被摧毁还不能准确得知。美军中央司令部在2001年前发布的战斗简报非常的笼统和含糊，人们经常会在简报的头条中读到有“许多地点”被攻击，尽管没有任何明确的信息使读者能够确定所指的许多地点是在同一个地区还是在不同的地区。同样，美国中央司令部的战斗简报经常会提到多种目标被攻击，但是措辞经常令人迷惑不解。
所导致的结果就是关于到底有多少的目标被摧毁各种估计中，有许多地方相互冲突。
在所采用的评估标准：

1.	对于在同一个地区的多种目标进行的打击被看作是一次攻击，那么在整个2001年中估计共有34 到38次攻击

2.	对多种目标的攻击被看作是多次攻击，那么在整个2001年中共有45次攻击

在2002年9月30日举行的新闻发布会上，美国中央司令部司令迈尔斯将军（General Meyers）称2001年美军共进行了32次对敌目标的攻击。

## 脚注
1. ↑  http://www.globalsecurity.org/military/ops/southern_watch.htm